# Busznica (jezioro)
Busznica – jezioro w gminie Nowinka, w powiecie augustowskim, w woj. podlaskim.

## Charakterystyka
Jezioro Busznica leży na Równinie Augustowskiej w Puszczy Augustowskiej. Jest ono najgłębszym jeziorem leżącym w całości na terenie powiatu augustowskiego (jezioro Wigry, którego południowy fragment znajduje się w pow. augustowskim, jest głębsze, ale największa głębia, 73 m, leży na terenie pow. suwalskiego).
Busznica ma owalny kształt. Linia brzegowa jest słabo rozwinięta, niemal w 100% porośnięta borem sosnowym. Lejowate dno pozbawione jest górek i dołków, opada najpierw łagodnie, a następnie stromo. Jezioro posiada tylko jeden odpływ - niewielki rów melioracyjny o zamulonym dnie i powolnym nurcie. 
Zbiornik zalicza się do wód sielawowych. W jeziorze żyją gatunki ryb, takie jak: szczupak, leszcz, płoć, węgorz oraz okoń.
W odległości ok. 1 km na północ znajduje się jezioro Blizno, zaś 1,5 km na płn.-wsch. - Blizienko. Nad jeziorem nie ma żadnych miejscowości. Najbliżej położona jest wieś Danowskie oraz leśniczówka Busznica (ok. 1,5 km na płn.-wsch.). W roku 2002 jezioro miało I klasę czystości i II klasę podatności na degradację. Jezioro objęte jest strefą ciszy.

## Historia
W 1569 jako Iezioro Buszmice zostało wymienione w Regestrze spisania jezior Jego Królewskiej Mości. Słownik geograficzny Królestwa Polskiego w tomie I z 1880 opisuje Busznicę jako jezioro w pow. augustowskim śród lasów, o 1 i pół wiorsty na południe od jeziora Blizno.
Nazwa jeziora wywodzi się z języka jaćwieskiego, chociaż później uległa zniekształceniom. Knut Olof Falk rekonstruował pierwotną nazwę jako Buz-(e)m-īt-(i)s (rdzeń buz- = bezrogi), co znaczyło jezioro bez rogów, cyplów, z nierozwiniętą linią brzegową.